# Vincenzo Grimani
Vincenzo Grimani (15. maj 1652 eller 26. maj 1655 – 26. september 1710) var en italiensk kardinal, diplomat og librettist.
Grimani blev født i enten Venedig eller Mantua. Han er bedst kendt for at have skrevet librettoen til Georg Friedrich Händels opera Agrippina, selvom han også skrev librettoer til Elmiro re di Corinto, af Carlo Pallavicino, og Orazio, af G. F. Tosi. Alle operaerne blev produceret ved Teatro S Giovanni Grisostomo, som han ejede, mens resten af hans familie ejede en del andre veneziske operahuse.
Politisk var han allieret med Habsburgerne, og denne alliance og diplomatiske betydning for Habsburgerne førte til, at han i 1697 blev kardinal.
Hans librettoer adskiller sig markant fra den senere moraliserende tone, som Metastasio og Apostolo Zeno, hvis ideer grundlage genren opera seria, holdt dem i. 